# Marco Vigerio (vescovo)
Marco Vigerio (fine XIV secolo – 1447?) è stato un vescovo cattolico italiano, vescovo di Noli dal 1437 al 1447.
Appartenente all'ordine dei Frati Minori, viene talvolta indicato come Marco Vigerio "Seniore" per distinguerlo dal più famoso nipote Marco Vigerio "Giuniore". Fu maestro di Francesco della Rovere, meglio conosciuto come papa Sisto IV. Talvolta è stato indicato erroneamente anche vescovo di Nola, a causa della dicitura Nolanus episcopus a lui riferita in alcuni codici.